# Hynobius nebulosus
Hynobius nebulosus é uma espécie de anfíbio caudado pertencente à família Hynobiidae. Endêmica do Japão.